# One word (Straight to the heart)
One word (Straight to the heart) is een single van Chris de Burgh. Het is afkomstig van zijn album Into the light.
Chris de Burgh is in One word op weg naar zijn geliefde om haar het te vertellen dat hij van haar houdt. In The ballroom of romance stapt een onbekende dame een danszaal in en bij alle mannen slaat het hart op hol; ze vraagt slechts een of hij met haar naar het strand wil rijden in een BMW 635.
De single verscheen vermoedelijk alleen in Duitsland, alwaar het vijf weken hitparade haalde met plaats 60 als hoogste notering.